# Méthode d'appariement
Pour les articles homonymes, voir Appariement.
Ne doit pas être confondu avec appariement de données.
En statistiques et en économétrie, les méthodes d'appariement (en anglais matching) sont un ensemble de méthodes statistiques permettant d'évaluer l'effet causal d'un traitement. 
Cette méthode est notamment utilisée pour évaluer l'effet causal d'un traitement en comparant des individus traités et non-traités ayant des caractéristiques observables similaires. Les méthodes d'appariement ont été promues par Donald Rubin. Elles ont été fortement critiquées par Robert LaLonde en 1986.